# ۱۱۳۵ (قمری)
۱۱۳۵ (قمری)، هزار و صد و سی و پنجمین سال در گاهشماری هجری قمری است. اول محرم این سال برابر با دوازدهم اکتبر سال ۱۷۲۲ میلادی است.

## رویدادها
- سقوط صفویان و آغار حکومت افغانان بر ایران

## درگذشتگان
- ملا محمدجعفر سبزواری ،از علما و امام جمعه مسجد شاه (اصفهان)